# Pakubuwana III de Mataram
Pakubuwana III o Pakubuwono III (Kartasura, 1732 - Surakarta, 1788) fue el último susuhunan (sultán) de Mataram. Fue erigido susuhunan con el apoyo de la Compañía Neerlandesa de las Indias Orientales en 1749. Mataram era en esa época un Estado decadente y sumido en luchas intestinas. En 1755 el país se dividió. Entonces, Pakubuwana III de Mataram, tercer soberano de Mataram desde que la capital se había trasladado de Kartasura a Surakarta, se convirtió en el primer susuhunan de Surakarta.
| Predecesor: Pakubuwana II       | Susuhunan (sultán) de Mataram 1749 - 1755   | Sucesor: Desaparición del título |
| Predecesor: Creación del título | Susuhunan (sultán) de Surakarta 1755 - 1788 | Sucesor: Pakubuwana IV           |